# Дискографија групе Хаустор
Хаустор је југословенска и хрватска група из Загреба. Група је основана 1979. да би годину дана касније дебитовала на фестивалу Омладина у Суботици. 1981. Југотон издаје истоимени деби албум и сингл плочу Моја прва љубав. На сцену се враћају 1984. са албумом Трећи свијет, који је такође издао Југотон. Наредни албум Болеро је доживео велики успех и скоро свака песма је постала хит. Албумом Тајни град из 1988. Хаустор се сврстао међу најпознатије бендове СФРЈ. Почетком 90-их су били на прагу да издају пети албум под називом Довитљиви мали чудаци, али је то спречио надолазећи рат и тако се бенд распао.
Након распада, издавачка кућа Dallas Records издаје живи албум Уље је на води, који садржи снимак концерта из 1982. у Загребу. 1995. Croatia Records је издала компилацију 1981. 1984. 1985. 1988., на ком се налазе највећи хитови групе из тог периода. 2008. је изашла двострука компилација у оквиру едиције The Ultimate Collection. Седам година касније, изашао је бокс сет са сва четири албума у оквиру серије Original Album Collection. 2017. је ланисарна компилација у оквиру едиције Greatest Hits Collection.
Током 2020-их Croatia Records је радила на реиздањима бенда на грамофонским плочама.

## Албуми

### Студијски албуми
| Назив        | Детаљи                                                         |
| ------------ | -------------------------------------------------------------- |
| Хаустор      | - Датум изласка: 1981. - Издавач: Југотон - Формат: ЛП, АК, ЦД |
| Трећи свијет | - Датум изласка: 1984. - Издавач: Југотон - Формат: ЛП, АК, ЦД |
| Болеро       | - Датум изласка: 1985. - Издавач: Југотон - Формат: ЛП, АК, ЦД |
| Тајни град   | - Датум изласка: 1988. - Издавач: Југотон - Формат: ЛП, АК, ЦД |

### Уживо албуми
| Назив          | Детаљи                                                                |
| -------------- | --------------------------------------------------------------------- |
| Уље је на води | - Датум изласка: 1995. - Издавач: Dallas Records - Формат: ЛП, АК, ЦД |

### Компилације
| Назив                    | Детаљи                                                             |
| ------------------------ | ------------------------------------------------------------------ |
| 1981. 1984. 1985. 1988.  | - Датум изласка: 1995. - Издавач: Croatia Records - Формат: АК, ЦД |
| The Ultimate Collection  | - Датум изласка: 2008. - Издавач: Croatia Records - Формат: ЦД     |
| Greatest Hits Collection | - Датум изласка: 2017. - Издавач: Croatia Records - Формат: ЦД     |

## ЕП
| Назив                 | Детаљи                                                          |
| --------------------- | --------------------------------------------------------------- |
| Довитљиви мали чудаци | - Датум изласка: 2017. - Издавач: Dancing Bear - Формат: ЛП, ЦД |

## Синглови
| Назив                           | Детаљи                                                    |
| ------------------------------- | --------------------------------------------------------- |
| Моја прва љубав                 | - Датум изласка: 1981. - Издавач: Југотон - Формат: плоча |
| Радио                           | - Датум изласка: 1981. - Издавач: Југотон - Формат: плоча |
| Зима / Мајмуни и мјесец / Цапри | - Датум изласка: 1982. - Издавач: Југотон - Формат: плоча |
| Eна                             | - Датум изласка: 1985. - Издавач: Југотон - Формат: плоча |
| Ула улала / Скидај се           | - Датум изласка: 1988. - Издавач: Југотон - Формат: плоча |

## Бокс сетови
| Назив                     | Детаљи                                                         |
| ------------------------- | -------------------------------------------------------------- |
| Original Album Collection | - Датум изласка: 2015. - Издавач: Croatia Records - Формат: ЦД |

## Спотови
| Назив                  | Година |
| ---------------------- | ------ |
| Моја прва љубав        | 1981.  |
| Поглед у ББ            | 1981.  |
| Шејн                   | 1985.  |
| Ена                    | 1985.  |
| Сејмени                | 1985.  |
| Take the money and run | 1985.  |
| Ула улала              | 1988.  |